# Ardea aureliensis
Ardea aureliensis — викопний вид лелекоподібних птахів роду Чапля (Ardea) родини Чаплеві (Ardeidae). Скам'янілі рештки були знайдені у Франції, та датуються пізнім міоценом. Деякі дослідники вважають, що вид не належить до чаплевих, а зближують його з совиними.